# Medibank International 2007 – ženská čtyřhra
Do soutěže ženské čtyřhry na tenisovém turnaji Medibank International 2007 nastoupilo šestnáct dvojic. Obhájcem titulu byl čínský pár Jen C’ a Čeng Ťie, jehož členky se soutěže nezúčastnily.
Titul si odvezla čtvrtá nasazená německo-americká dvojice Anna-Lena Grönefeldová a Meghann Shaughnessyová, která ve finále přehrála francouzsko-americký pár Marion Bartoliová a Meilen Tuová po rovnocenném zisku prvních dvou sad 6–3 a 3–6, až v tiebreaku rozhodujícího setu poměrem míčů [7–2].

## Nasazení párů
1. Lisa Raymondová /  Samantha Stosurová (1. kolo)
2. Cara Blacková /  Liezel Huberová (semifinále)
3. Daniela Hantuchová /  Ai Sugijamová (čtvrtfinále)
4. Anna-Lena Grönefeldová /  Meghann Shaughnessyová (vítězky)

## Pavouk
| Legenda                                                       |                                                                        |                                                   |
| - Q – kvalifikant - WC – divoká karta - LL – šťastný poražený | - Alt – náhradník - SE – zvláštní výjimka - PR/SR – žebříčková ochrana | - w/o – bez boje - r – skreč - d – diskvalifikace |